# 谁的羊
《谁的羊》，是中國民谣歌手洪启於2011年所推出唱片专辑《谁的羊》當中的主打歌，由张海宁作词，洪启本人作曲。

## 歌詞
谁的羊

天上的一朵云，
地上的一只羊，
风吹过草上，
梦里不知在何方？
那是谁的羊，
飘泊在天上，
那是谁的云，
四处去流浪。
唱起心中的歌，
我就是你的羊，
走遍了所有的路，
我还是你的羊。
唱起心中的歌，
我就是你的羊，
走遍了所有的路，
你还是在心上。

(我感觉自己就像一只羊，一只找回自己的羊。

我吃着纯香的馕，饮着甘甜的水，听着动人的歌，

一步一步，一点一滴，越过古往今来，穿过前世今生，走向美丽梦中那遥远的地方。)